# Сапега, Павел Ян
Па́вел Ян Сапе́га (пол. Paweł Jan Sapieha; 1609 — 30 декабря 1665, Ружаны) — государственный и военный деятель Речи Посполитой. Представитель рода Сапег герба «Лис» — одного из богатейших и влиятельнейших семейств в ВКЛ. Великий обозный литовский (1638), великий подстолий литовский (1645), воевода витебский (1646—1656), гетман великий литовский (1656—1665) и воевода виленский (1656—1665), младший (четвертый) сын усвятского старосты Яна Петра Сапеги.

## Биография
Образование получил в Бранденбурге. Военную карьеру начал в 1633 году под Смоленском в чине гусарского ротмистра. С 1638 по 1645 года обозный литовский, в 1645—1646 годах — подстолий. После смерти Криштофа Кишки в 1646 году занял должность воеводы витебского. В 1649 году — маршалок Трибунала Великого княжества Литовского.
В 1651 году участвовал в Берестецкой битве против запорожских казаков и крымских татар. 17 ноября 1655 г., несмотря на двукратное численное превосходство, потерпел тяжелое поражение от русских войск боярина кн. С.А. Урусова и стольника кн. Ю.Н. Барятинского под Брестом. В 1656 году, после смерти своего троюродного брата Казимира Льва, получил Ружаны, Ляховичи, Быхов и другие имения. В феврале 1656 года занял посты гетмана великого литовского и виленского воеводы, возглавлял одну из крупных магнатских партий Великого княжества Литовского.
Во время «Потопа» освободил Люблин от шведских войск, участвовал в осаде Варшавы и захватил замок Тыкоцин в 1657 году. Подвергся критике за поражение Гонсевского в битве под Верками, которому он из-за личной вражды не пришёл на помощь. В 1659 году потерпел поражение под Хмельником от войск Василия Шереметева. Совместно со Стефаном Чарнецким разбил русские войска в Битве под Полонкой в 1660 году.
Умер 30 декабря 1665 года в Ружанах. Похоронен в Берёзе в костёле картезианцев.